# Amosulalol
Amosulalol (DCI) é um medicamento anti-hipertensivo. Possui afinidade de ligação muito maior para os receptores adrenérgicos alfa 1 do que para os receptores beta. Não está aprovado para uso nos Estados Unidos.